# 和歌山城ホール
和歌山城ホール（わかやまじょうホール、英: Wakayama-Jo Hall）は、和歌山県和歌山市七番丁25番地の1にあるホール。和歌山城北、伏虎中学校（現・和歌山市立伏虎義務教育学校）の跡地にある。

## 概要
和歌山県民文化会館とともに和歌山市内における代表的なホールであり、多くの行事が執り行われている。かつて和歌山市伝法橋南ノ丁7番地に位置していた和歌山市民会館の老朽化のため移転新築されたもの。周辺には和歌山城や和歌山市役所、和歌山中央郵便局など、市の施設が集積している。

## 沿革
- 2019年7月24日 - 建設工事開始
- 2021年10月 - 和歌山城ホール完成
- 2024年11月 - 第37期竜王戦七番勝負（藤井聡太竜王対佐々木勇気八段）第5局開催

## 周辺
- 和歌山城
- 和歌山市役所
- 和歌山中央郵便局
- 紀陽銀行和歌山中央支店（旧和歌山銀行本店営業部）
- 和歌山市消防局